# Richard Verschoor
Richard Verschoor (Benschop, 16 december 2000) is een Nederlands autocoureur. Van 2016 tot en met 2017 was hij lid van het Red Bull Junior Team. In 2016 werd hij kampioen in zowel het SMP- als het Spaanse Formule 4-kampioenschap. In 2019 won hij de Grand Prix van Macau.

## Carrière

### Karting
Verschoor begon zijn autosportcarrière in het karting in 2011. Tot 2013 reed hij in verschillende nationale kampioenschappen. In 2014 maakte hij de overstap naar het Europese kampioenschap en won dat jaar de CIK-FIA Karting Academy Trophy. In 2015 won hij het Duitse kartkampioenschap. Daarnaast werd hij dat jaar respectievelijk zesde en derde in het wereldkampioenschap en het Europees kampioenschap van de CIK-FIA KF-klasse.

### Formule 4
In 2016 maakte Verschoor de overstap naar het formuleracing, waarin hij zijn Formule 4-debuut maakte in het SMP Formule 4-kampioenschap. Hij won de eerste race van het seizoen op het Sochi Autodrom in het voorprogramma van de Formule 1-race. Na afloop van dit weekend werd hij lid van het Red Bull Junior Team, het opleidingsprogramma van het Formule 1-team Red Bull Racing. Hierna behaalde hij later in het seizoen tien overwinningen op een rij en werd overtuigend kampioen met 339 punten.
In 2016 nam Verschoor ook deel aan het Spaanse Formule 4-kampioenschap voor het team MP Motorsport. In dit kampioenschap wist hij slechts drie van de twintig races niet te winnen om zo met 387 punten ook dit kampioenschap winnend af te sluiten. Naast zijn twee succesvolle campagnes reed hij ook een aantal races in het ADAC en het Italiaanse Formule 4-kampioenschap voor respectievelijk Motopark en Bhaitech Engineering. In het ADAC-kampioenschap reed hij zes races met twee vijfde plaatsen op de Nürburgring als beste resultaten, waardoor hij vijftiende werd in de eindstand met 34 punten. In het Italiaanse kampioenschap reed hij alleen het raceweekend op de Adria International Raceway en werd met één podiumplaats en 31 punten 21e in het klassement.

### Toyota Racing Series
In 2017 begon Verschoor het seizoen in de Nieuw-Zeelandse Toyota Racing Series, waarin hij reed voor het team Giles Motorsport. Hij won twee races op het Teretonga Park en behaalde een derde zege op het Manfeild: Circuit Chris Amon, waardoor hij met 843 punten achter Thomas Randle en Pedro Piquet derde werd in het kampioenschap.
In 2018 kwam Verschoor opnieuw uit in de Toyota Racing Series, maar nu voor het team M2 Competition. Hij behaalde dit seizoen zes overwinningen en behaalde 911 punten, waarmee hij met vijf punten achterstand op Robert Shwartzman tweede werd in de eindstand.

### Formule Renault
In 2017 maakte Verschoor de overstap naar de Eurocup Formule Renault 2.0, waarin hij reed voor MP Motorsport. Hij kende een lastig seizoen, maar sloot deze af met zijn eerste podiumplaats tijdens de seizoensfinale op het Circuit de Barcelona-Catalunya. Met 89 punten eindigde hij op de negende plaats in het klassement. Daarnaast reed hij ook in drie van de vijf raceweekenden van de Formule Renault 2.0 NEC, waarin hij één overwinning behaalde op het TT Circuit Assen.
In 2018 bleef Verschoor actief in de Eurocup Formule Renault 2.0, maar stapte over naar het team Josef Kaufmann Racing. Opnieuw kende hij een lastig seizoen, waarin hij niet alleen de steun van Red Bull verloor, maar ook vaak in de onderste helft van de top 10 finishte en één podiumplaats behaalde op de Red Bull Ring. Na het zesde raceweekend op Spa-Francorchamps verliet hij het team. Uiteindelijk werd hij dertiende in de eindstand met 34 punten.

### GP3 Series
In 2018 maakte Verschoor halverwege het seizoen zijn debuut in de GP3 Series, waarbij hij bij MP Motorsport vanaf het zesde raceweekend op Spa-Francorchamps de naar de Formule 2 vertrokken Dorian Boccolacci verving. Tijdens de tweede race wist hij met een zevende plaats al zijn eerste punten in het kampioenschap te behalen. Op het Sochi Autodrom behaalde hij met een derde plaats zijn eerste podiumfinish. Met 30 punten eindigde hij als vijftiende in het eindklassement.

### FIA Formule 3
In 2019 is de GP3 Series vervangen door het nieuwe FIA Formule 3-kampioenschap, waar Verschoor aan deelneemt voor het MP Motorsport. Hij behaalde een aantal top 10-finishes en eindigde als dertiende in het kampioenschap met 34 punten. Aan het eind van het jaar nam hij deel aan de Grand Prix van Macau voor MP, die hij winnend af wist te sluiten.
In 2020 bleef Verschoor actief in de FIA Formule 3 bij MP Motorsport. Hij behaalde een podiumplaats tijdens het eerste raceweekend op de Red Bull Ring en behaalde in totaal dertien top 10-finishes. Met 69 punten werd hij negende in het eindklassement.

### Formule 2
In 2021 maakte Verschoor zijn debuut in de Formule 2, waarin hij zijn samenwerking met MP Motorsport voortzette. Hij reed op een race-voor-race-basis, waarin hij voorafgaand aan ieder weekend genoeg sponsorgeld moest inzamelen om te kunnen rijden. Hij behaalde op Silverstone zijn eerste overwinning in het kampioenschap. Voorafgaand aan het voorlaatste raceweekend op het Jeddah Corniche Circuit raakte zijn sponsorgeld echter op en moest hij de klasse verlaten; hij werd vervangen door Jack Doohan. In het laatste weekend op het Yas Marina Circuit mocht hij wel instappen bij het team Charouz Racing System als vervanger van de geblesseerde Enzo Fittipaldi. Hier behaalde hij een punt met een tiende plaats in de hoofdrace. Met 56 punten eindigde hij op de elfde plaats in het kampioenschap.
In 2022 kwam Verschoor opnieuw uit in de Formule 2, waarin hij overstapte naar het team Trident. Hij startte het seizoen met een overwinning in de seizoensopener op het Bahrain International Circuit. In het daaropvolgende weekend in Jeddah behaalde hij opnieuw een podiumfinish. Hij behaalde in eerste instantie zijn tweede overwinning op de Red Bull Ring, maar hier werd hij gediskwalificeerd omdat hij na afloop van de race te weinig brandstof in zijn auto had. In de rest van het seizoen behaalde hij nog podiumplaatsen op het Circuit Zandvoort en het Yas Marina Circuit. Met 103 punten werd hij twaalfde in de eindstand.
In 2023 wisselde Verschoor binnen de Formule 2 naar het team Van Amersfoort Racing. Hij won dat jaar de hoofdrace op de Red Bull Ring; een zege die hij opdroeg aan zijn landgenoot Dilano van 't Hoff, die een dag eerder op Spa-Francorchamps om het leven kwam. Hij stond in eerste instantie ook in de sprintrace op Spa op het podium, maar na afloop werd hij gediskwalificeerd omdat zijn auto niet aan de technische reglementen voldeed. In het restant van het seizoen behaalde hij nog podiumplaatsen op het Autodromo Nazionale Monza en Yas Marina. Met 108 punten werd hij negende in het klassement.
In 2024 keerde Verschoor binnen de Formule 2 terug naar het team van Trident. Verschoor won de sprintrace op het circuit van Jeddah, maar enkele uren later werden hij en teamgenoot Roman Staněk geschrapt uit de gediskwalificeerd omdat het team een onjuiste progressiviteitskaart voor het gaspedaal had. Ook op de Hungaroring raakte hij een zege kwijt omdat de plank onder zijn auto te veel was versleten. Op het Baku City Circuit behaalde hij een zege die hij wel mocht houden. In de rest van het seizoen stond hij nog vijf keer op het podium. In de laatste twee raceweekenden keerde hij terug naar MP Motorsport als de vervanger van de vertrokken Dennis Hauger. Met 106 punten werd hij achtste in de eindstand.
In 2025 blijft Verschoor actief bij het Formule 2-team van MP.

## Raceresultaten

### Raceresultatenoverzicht
| Seizoen | Serie                       | Team                  | Races | Wins | Poles | S/Ronden | Podiums | Punten | Positie |
| ------- | --------------------------- | --------------------- | ----- | ---- | ----- | -------- | ------- | ------ | ------- |
| 2016    | SMP F4 Championship         | MP Motorsport         | 20    | 11   | 10    | 9        | 16      | 339    | 1ste    |
| 2016    | Spaanse F4                  | MP Motorsport         | 20    | 17   | 9     | 16       | 19      | 387    | 1ste    |
| 2016    | V de V Challenge Monoplace  | MP Motorsport         | 3     | 1    | 3     | 1        | 2       | 0      | NG†     |
| 2016    | ADAC F4                     | Motopark              | 6     | 0    | 0     | 0        | 0       | 34     | 15e     |
| 2016    | Italiaanse F4               | Bhaitech Engineering  | 3     | 0    | 0     | 0        | 1       | 31     | 21ste   |
| 2017    | Formule Renault Eurocup     | MP Motorsport         | 23    | 0    | 0     | 0        | 1       | 89     | 9e      |
| 2017    | Formule Renault NEC         | MP Motorsport         | 7     | 1    | 0     | 0        | 3       | 90     | 9e      |
| 2017    | Toyota Racing Series        | Giles Motorsport      | 15    | 3    | 0     | 2        | 7       | 843    | 3e      |
| 2018    | Formule Renault Eurocup     | Josef Kaufmann Racing | 12    | 0    | 0     | 0        | 1       | 34     | 13e     |
| 2018    | Formule Renault NEC         | Josef Kaufmann Racing | 2     | 0    | 0     | 0        | 0       | 0      | NG†     |
| 2018    | GP3 Series                  | MP Motorsport         | 8     | 0    | 0     | 0        | 1       | 30     | 15e     |
| 2018    | Toyota Racing Series        | M2 Competition        | 15    | 6    | 4     | 4        | 12      | 911    | 2e      |
| 2019    | FIA Formule 3 Kampioenschap | MP Motorsport         | 16    | 0    | 0     | 1        | 0       | 34     | 13e     |
| 2019    | Macau Grand Prix            | MP Motorsport         | 1     | 1    | 0     | 0        | 1       | N/A    | 1ste    |
| 2020    | FIA Formule 3 kampioenschap | MP Motorsport         | 18    | 0    | 0     | 0        | 1       | 69     | 9e      |
| 2021    | FIA Formule 2 kampioenschap | MP Motorsport         | 17    | 1    | 0     | 0        | 1       | 56     | 11e     |
| 2021    | FIA Formule 2 kampioenschap | Charouz Racing System | 3     | 0    | 0     | 0        | 0       | 56     | 11e     |
| 2022    | FIA Formule 2 kampioenschap | Trident               | 28    | 1    | 0     | 3        | 4       | 103    | 12e     |
| 2023    | FIA Formule 2 kampioenschap | VAR                   | 26    | 1    | 0     | 1        | 3       | 108    | 9e      |
| 2024    | FIA Formule 2 kampioenschap | Trident               | 24    | 1    | 2     | 1        | 4       | 106    | 8e      |

† Omdat Verschoor een gastcourreur was, was hij niet geschikt voor punten.

* Seizoen nog bezig.

### Complete SMP F4 Kampioenschap resultaten
(key) (Dikgedrukte races betekent poleposition) (Races  schuingedrukt betekent snelste ronde)
| Jaar | Team          | 1     | 2         | 3        | 4        | 5         | 6        | 7        | 8        | 9      | 10       | 11       | 12     | 13       | 14       | 15    | 16      | 17      | 18      | 19    | 20      | Pos | Punten |
| ---- | ------------- | ----- | --------- | -------- | -------- | --------- | -------- | -------- | -------- | ------ | -------- | -------- | ------ | -------- | -------- | ----- | ------- | ------- | ------- | ----- | ------- | --- | ------ |
| 2016 | MP Motorsport | SOC 1 | SOC 2 Ret | ZAN1 1 2 | ZAN1 2 7 | ZAN1 3 12 | ZAN2 1 2 | ZAN2 2 4 | ZAN2 3 1 | MSC1 1 | MSC1 2 1 | MSC1 3 1 | MSC2 1 | MSC2 2 1 | MSC2 3 1 | AND 1 | AND 2 1 | AND 3 1 | AHV 1 3 | AHV 2 | AHV 3 2 | 1e  | 339    |

### Complete Spaanse F4 Kampioenschap resultaten
(key) (Dikgedrukte races betekent poleposition) (Races  schuingedrukt betekent snelste ronde)
| Jaar | Team          | 1     | 2     | 3         | 4     | 5       | 6       | 7     | 8       | 9       | 10    | 11      | 12      | 13    | 14    | 15    | 16      | 17      | 18    | 19      | 20      | Pos | Punten |
| ---- | ------------- | ----- | ----- | --------- | ----- | ------- | ------- | ----- | ------- | ------- | ----- | ------- | ------- | ----- | ----- | ----- | ------- | ------- | ----- | ------- | ------- | --- | ------ |
| 2016 | MP Motorsport | NAV 1 | NAV 2 | NAV 3 Ret | ALC 1 | ALC 2 1 | ALC 3 1 | ALG 1 | ALG 2 1 | ALG 3 1 | VAL 1 | VAL 2 1 | VAL 3 1 | CAT 1 | CAT 2 | JAR 1 | JAR 2 1 | JAR 3 1 | JER 1 | JER 2 1 | JER 3 1 | 1e  | 368    |

### Complete Toyota Racing Series resultaten
(key) (Dikgedrukte races betekent poleposition) (Races  schuingedrukt betekent snelste ronde)
| Jaar | Team             | 1       | 2     | 3         | 4     | 5       | 6       | 7       | 8       | 9        | 10      | 11      | 12      | 13      | 14      | 15      | Pos | Punten |
| ---- | ---------------- | ------- | ----- | --------- | ----- | ------- | ------- | ------- | ------- | -------- | ------- | ------- | ------- | ------- | ------- | ------- | --- | ------ |
| 2017 | Giles Motorsport | RUA 1 3 | RUA 2 | RUA 3 4   | TER 1 | TER 2   | TER 3 1 | HMP 1 4 | HMP 2   | HMP 3 16 | TAU 1 8 | TAU 2 6 | TAU 3 7 | MAN 1 4 | MAN 2 1 | MAN 3 5 | 3e  | 843    |
| 2018 | M2 Competition   | RUA 1   | RUA 2 | RUA 3 Ret | TER 1 | TER 2 6 | TER 3   | HMP 1   | HMP 2 5 | HMP 3 1  | TAU 1 3 | TAU 2 3 | TAU 3   | MAN 1   | MAN 2 3 | MAN 3 1 | 2e  | 911    |

### Complete Formule Renault Eurocup resultaten
(key) (Dikgedrukte races betekent poleposition) (Races  schuingedrukt betekent snelste ronde)
| Jaar | Team                  | 1         | 2       | 3        | 4       | 5        | 6        | 7        | 8        | 9         | 10       | 11       | 12       | 13       | 14       | 15       | 16      | 17      | 18      | 19       | 20        | 21      | 22      | 23      | Pos | Punten |
| ---- | --------------------- | --------- | ------- | -------- | ------- | -------- | -------- | -------- | -------- | --------- | -------- | -------- | -------- | -------- | -------- | -------- | ------- | ------- | ------- | -------- | --------- | ------- | ------- | ------- | --- | ------ |
| 2017 | MP Motorsport         | MNZ 1 10  | MNZ 2 7 | SIL 1 7  | SIL 2 6 | PAU 1 13 | PAU 2 8  | MON 1 8  | MON 2 8  | HUN 1 Ret | HUN 2 25 | HUN 3 18 | NÜR 1 20 | NÜR 2 14 | RBR 1 11 | RBR 2 26 | LEC 1 4 | LEC 2 7 | SPA 1 7 | SPA 2 12 | SPA 3 Ret | CAT 1 5 | CAT 2 3 | CAT 3 5 | 9e  | 89     |
| 2018 | Josef Kaufmann Racing | LEC 1 Ret | LEC 2 8 | MNZ 1 24 | MNZ 2 9 | SIL 1 9  | SIL 2 11 | MON 1 14 | MON 2 13 | RBR 1 2   | RBR 2 4  | SPA 1 8  | SPA 2 10 | HUN 1    | HUN 2    | NÜR 1    | NÜR 2   | HOC 1   | HOC 2   | CAT 1    | CAT 2     |         |         |         | 13e | 34     |

### Complete GP3 resultaten
(key) (Dikgedrukte races betekent poleposition) (Races  schuingedrukt betekent snelste ronde)
| Jaar | Team          | 1       | 2       | 3       | 4       | 5       | 6       | 7       | 8       | 9       | 10      | 11         | 12        | 13        | 14        | 15        | 16        | 17         | 18        | Pos | Points |
| ---- | ------------- | ------- | ------- | ------- | ------- | ------- | ------- | ------- | ------- | ------- | ------- | ---------- | --------- | --------- | --------- | --------- | --------- | ---------- | --------- | --- | ------ |
| 2018 | MP Motorsport | CAT FEA | CAT SPR | LEC FEA | LEC SPR | RBR FEA | RBR SPR | SIL FEA | SIL SPR | HUN FEA | HUN SPR | SPA FEA 17 | SPA SPR 7 | MNZ FEA 8 | MNZ SPR 9 | SOC FEA 4 | SOC SPR 3 | YMC FEA 14 | YMC SPR 7 | 15e | 30     |

### Complete FIA Formula 3 Kampioenschap resultaten
(key) (Dikgedrukte races betekent poleposition) (Races  schuingedrukt betekent snelste ronde)
| Jaar | Team          | 1          | 2          | 3          | 4         | 5          | 6          | 7          | 8          | 9           | 10         | 11         | 12         | 13         | 14        | 15         | 16         | 17         | 18        | Pos | Punten |
| ---- | ------------- | ---------- | ---------- | ---------- | --------- | ---------- | ---------- | ---------- | ---------- | ----------- | ---------- | ---------- | ---------- | ---------- | --------- | ---------- | ---------- | ---------- | --------- | --- | ------ |
| 2019 | MP Motorsport | CAT FEA 19 | CAT SPR 19 | LEC FEA 14 | LEC SPR 4 | RBR FEA 10 | RBR SPR 12 | SIL FEA 17 | SIL SPR 21 | HUN FEA 27† | HUN SPR 17 | SPA FEA 17 | SPA SPR 11 | MNZ FEA 4  | MNZ SPR 4 | SOC FEA 10 | SOC SPR 7  |            |           | 13e | 34     |
| 2020 | MP Motorsport | RBR FEA 8  | RBR SPR 2  | RBR‡ FEA 7 | RBR SPR 4 | HUN FEA 4  | HUN SPR 5  | SIL FEA 11 | SIL SPR 9  | SIL FEA 19  | SIL SPR 18 | CAT FEA 9  | CAT SPR 4  | SPA FEA 10 | SPA SPR 7 | MNZ FEA 27 | MNZ SPR 10 | MUG FEA 12 | MUG SPR 5 | 9e  | 69     |

† Coureur niet gefinisht, maar wel gekwalificeerd vanwege het voltooien van meer dan 90% van de race afstand.

‡ Halve punten werden vergeven, omdat minder dan 75% van de geplande afstand was voltooid. 

### Complete Macau Grand Prix resultaten
| Jaar | Team          | Auto            | Kwalificatie | Kwalificatie race | Hoofdrace |
| ---- | ------------- | --------------- | ------------ | ----------------- | --------- |
| 2019 | MP Motorsport | Dallara F3 2019 | 5e           | 4e                | 1ste      |
| 2023 | Trident       | Dallara F3 2019 | 12e          | 12e               | 6e        |

### Complete FIA Formula 2 Kampioenschap resultaten
(key) (Dikgedrukte races betekent poleposition) (Races  schuingedrukt betekent snelste ronde)
| Jaar  | Team                  | 1           | 2           | 3          | 4          | 5           | 6          | 7           | 8           | 9          | 10         | 11        | 12         | 13          | 14          | 15          | 16         | 17          | 18         | 19         | 20        | 21         | 22          | 23         | 24         | 25        | 26          | 27        | 28        | Pos | Punten |
| ----- | --------------------- | ----------- | ----------- | ---------- | ---------- | ----------- | ---------- | ----------- | ----------- | ---------- | ---------- | --------- | ---------- | ----------- | ----------- | ----------- | ---------- | ----------- | ---------- | ---------- | --------- | ---------- | ----------- | ---------- | ---------- | --------- | ----------- | --------- | --------- | --- | ------ |
| 2021  | MP Motorsport         | BHR SP1 Ret | BHR SP2 5   | BHR FEA 4  | MCO SP1 13 | MCO SP2 6   | MCO FEA 10 | BAK SP1 12  | BAK SP2 Ret | BAK FEA 14 | SIL SP1 10 | SIL SP2 1 | SIL FEA 4  | MNZ SP1 Ret | MNZ SP2 13  | MNZ FEA DSQ | SOC SP1 8  | SOC SP2 C   | SOC FEA 8  | JED SP1    | JED SP2   | JED FEA    |             |            |            |           |             |           |           | 11e | 56     |
| 2021  | Charouz Racing System |             |             |            |            |             |            |             |             |            |            |           |            |             |             |             |            |             |            |            |           |            | YMC SP1 Ret | YMC SP2 11 | YMC FEA 10 |           |             |           |           | 11e | 56     |
| 2022  | Trident               | BHR SPR 1   | BHR FEA Ret | JED SPR 5  | JED FEA 2  | IMO SPR 13  | IMO FEA14  | CAT SPR11   | CAT FEA18   | MCO SPR13  | MCO FEA12  | BAK SPR20 | BAK FEA5   | SIL SPR10   | SIL FEA14   | RBR SPR6    | RBR FEADSQ | LEC SPRNC   | LEC FEA17  | HUN SPR18  | HUN FEA8  | SPA SPR5   | SPA FEA4    | ZAN SPR7   | ZAN FEA2   | MNZ SPR8  | MNZ FEA9    | YMC SPR2  | YMC FEA7  | 12e | 103    |
| 2023  | Van Amersfoort Racing | BHR SPR 22† | BHR FEA 5   | JED SPR 16 | JED FEA 6  | MEL SPR 10  | MEL FEA 7  | BAK SPR Ret | BAK FEA 8   | MCO SPR4   | MCO FEA4   | CAT SPR6  | CAT FEA10  | RBR SPR Ret | RBR FEA 1   | SIL SPR 18  | SIL FEA 16 | HUN SPR 13  | HUN FEA 10 | SPA SPRDSQ | SPA FEA 6 | ZAN SPR 12 | ZAN FEA 4   | MNZ SPR 3  | MNZ FEA 13 | YMC SPR 3 | YMC FEA Ret |           |           | 9e  | 108    |
| 2024  | Trident               | BHR SPR 10  | BHR FEA 14  | JED SPRDSQ | JED FEA 8  | MEL SPR Ret | MEL FEA 6  | IMO SPR 7   | IMO FEA10   | MCO SPR16  | MCO FEARet | CAT SPR13 | CAT FEA18† | RBR SPR 20  | RBR FEA Ret | SIL SPR 11  | SIL FEA 13 | HUN SPRDSQ  | HUN FEA 3  | SPA SPR 3  | SPA FEA 5 | MNZ SPR 14 | MNZ FEA 3   | BAK SPR 17 | BAK FEA 1  |           |             |           |           | 8e  | 106    |
| 2024  | MP Motorsport         |             |             |            |            |             |            |             |             |            |            |           |            |             |             |             |            |             |            |            |           |            |             |            |            | LUS SPR 3 | LUS FEA 17  | YMC SPR 7 | YMC FEA 3 | 8e  | 106    |
| 2025* | MP Motorsport         | MEL SPR 4   | MEL FEA C   | BHR SPR 2  | BHR FEA 6  | JED SPR 4   | JED FEA 1  | IMO SPR 22† | IMO FEA9    | MCO SPR5   | MCO FEARet | CAT SPR1  | CAT FEA3   | RBR SPR 4   | RBR FEA 1   | SIL SPR 7   | SIL FEA 7  | SPA SPR Ret | SPA FEA 18 | HUN SPR    | HUN FEA   | MNZ SPR    | MNZ FEA     | BAK SPR    | BAK FEA    | LUS SPR   | LUS FEA     | YMC SPR   | YMC FEA   | 2e  | 122    |

* Seizoen nog bezig.